# محمد بوفتاس
محمد بوفتاس (مواليد 3 مارس 1961) هو صحفي وروائي وكاتب سيناريو مغربي، قدّم رصيدًا متنوعًا من الأعمال، جمع فيه بين الصحافة والكتابة الإبداعية، وتميّز بقدرة استثنائية على التقاط نبض الواقع المغربي وتحويله إلى نصوص نابضة بالحياة. بأسلوبه العميق والسلس، استطاع أن يترك بصمة واضحة في مجالات الأدب، والكتابة الدرامية، والعمل الصحفي، ما جعله يُصنَّف ضمن أبرز الأسماء في المشهد الثقافي المغربي المعاصر، بفضل تجربة غنية وموثّقة أثرت الساحة الإبداعية لعدة عقود.

## النشأة
وُلد محمد بوفتاس في 3 مارس 1961 بقرية إزربي التابعة إداريًا لمدينة تافراوت في جهة سوس ماسة، حيث نشأ في بيئة جبلية هادئة، لكنها غنية بالرموز الثقافية والروحية، حيث أنجبت هذه المنطقة العديد من الأسماء اللامعة في ميادين السياسة والأدب والاقتصاد، من بينهم محمد المختار السوسي، ومحمد خير الدين، وسعد الدين العثماني، وعزيز أخنوش. انتقل مبكرًا إلى الدار البيضاء حيث تلقى تعليمه الابتدائي بمدرسة الحطيئة في درب غلف، ثم انتقل إلى إعدادية ابن حبوس بالمعاريف، وأكمل دراسته الثانوية بثانوية مولاي إدريس بأنفا.
التحق بكلية الآداب والعلوم الإنسانية عين الشق بجامعة الحسن الثاني بالدار البيضاء حيث حصل على الإجازة في الأدب العربي، ثم واصل دراسته العليا بجامعة محمد الخامس في الرباط حيث نال دبلوم الدراسات المعمقة، قبل أن يتخلى عن متابعة الدكتوراه.

## مسيرته المهنية
بدأ محمد بوفتاس مسيرته في الصحافة عام 1981 بجريدة البيان، ثم عمل في رسالة الأمة بالدار البيضاء، قبل أن يلتحق بالميثاق الوطني بالرباط، ليعود بعدها إلى رسالة الأمة، ويؤسس جريدته الأسبوعية مدائن، قبل أن يبتعد لفترة عن المجال ويعود عبر المشعل، نجمة، وأخيرًا سيتادين.
كما اشتغل أيضًا في وكالات التواصل والإنتاج الإعلامي، وبرز لاحقًا ككاتب سيناريو في عدد من الأعمال التلفزيونية.
إلى جانب الصحافة، مارس التعليم منذ عام 1988 كأستاذ للغة العربية بالتعليم الثانوي التأهيلي في ثانوية شوقي بالدار البيضاء، واستمر في القطاع الخاص بعد تقاعده.
عُرف بشغفه الكبير بالقراءة والكتابة، وكان لتأثره بعدد من أساتذته مثل عبد الكريم برشيد وإدريس الملياني دور في صقل موهبته، غير أن العلاقة التي غيّرت مساره كانت صداقته بالأديب محمد زفزاف، حيث تعرف من خلاله على نخبة من الأدباء المغاربة والعرب كمحمد شكري وإدريس الخوري ومحمد برادة ومحمد بنيس.

## أعماله
قدم محمد بوفتاس عدة أعمال أدبية ومسرحية ودرامية، تتوزع بين الرواية والشعر وكتابة السيناريو:

### الروايات
- الانهيار (1986)
- فنطازيا الجحيم (1989)

### القصة
- التماثيل والهذيان (1987) – مجموعة مشتركة مع محمد بوحمام
- مملكة النساء (1997)

### مسرح الأطفال
- مجموعة من المسرحيات (1987)

### الشعر
- ديوان الغجر (2019)
- وداعًا أمي (2024)

### السيناريو
- فيلم الوهم
- فيلم سيدة الظلام
- فيلم دوار اللوز
- فيلم الشريحة
- سلسلة نهار مبروك
- مسلسل صراع الذئاب
- سلسلة قهوة نص نص
- مسلسل شهادة ميلاد
- سلسلة المفتش قاسم
- سلسلة القناع
- سلسلة الشاوش
- سلسلة العميد منصور
- سلسلة رحلة الكنز
- سلسلة حكايات زمان
- سلسلة الشياطين لا تتوب

## وصلات خارجية
- محمد بوفتاس على موقع قاعدة بيانات الأفلام العربية
- محمد بوفتاس على موقع قاعدة بيانات الفيلم (الإنجليزية)